# Vårplätt
Vårplätt (Guepiniopsis alpina, syn. Heterotextus alpinus) är en svamp som växer på blottad ved på nedfallna, döda kvistar eller grenar och stubbar av barrträd, främst tall. 
De gula till orangegula, knapplika eller skålformade fruktkropparna uppträder under vår och försommar, ofta tätt tillsammans. De har en bredd på 3 till 10 millimeter och en höjd på 2 till 7 millimeter.